# Dramski film
Dramski film je filmski žanr koji ponajviše ovisi o unutarnjem razvoju stvarnih likova koji se suočavaju s emocionalnim temama. Dramske teme kao što su alkoholizam, narkomanija, rasne predrasude, religijska netolerancija, siromaštvo, kriminal i korupcija stavljaju likove u sukob s njima samima, drugima, društvom i čak prirodnim fenomenima.
Ovaj filmski žanr u suprotnosti je s akcijskim filmom, koji se oslanja na dinamičnu akciju i fizički sukob, ali i na površnu karakterizaciju. Svi filmski žanrovi mogu uključivati dramske elemente, ali obično se filmovi koji se smatraju dramskim fokusiraju uglavnom na dramu glavnog sukoba.

## Podžanrovi
Dramski film uključuje veliki spektar filmskih žanrova. Zbog velikog broja dramskih filmova, ovi filmovi su potkategorizirani:
- Kriminalistička drama i Pravosudna drama - Razvoj lika temelji se na temama koje uključuju kriminal, provođenje zakona i pravosudni sustav.
- Povijesna drama (spektakl) (uključuje Ratni film) - Filmovi koji se fokusiraju na dramske događaje u povijesti.
- Biografska drama (biopic) - Filmovi koji se fokusiraju na istinite priče o stvarnim ljudima.[1]
- Humorna drama - u kojoj je jednak ili približno jednak omjer humora i ozbiljnog sadržaja.
- Melodrama - pod-tip dramskog filma koji koriste priče koje će dirnuti emocije publike. Melodramatske priče često se bave "krizama ljudskih emocija, propalim romansama ili prijateljstvima, zategnutim obiteljskim odnosima, tragedijom, bolešću, neurozama ili emocionalnim i fizičkim tegobama." Filmski kritičari često koriste pojam "pejorativno kako bi naglasili nerealističnu, patosom nabijenu, ispraznu priču o romansi ili poznatoj situaciji sa stereotipnim likovima (često uključuje središnji ženski lik) koja se prvenstveno obraća ženskoj publici."[3] Melodrama se ponekad naziva i "ženskim filmom" ili "chic flicom".
- Romantični film - pod-tip dramskog filma koji se oslanja na romantičnu ljubav.
- Tragedija - drama u kojoj je pad junaka uzrokovan nedostatkom u njegovom karakteru ili velikom pogreškom u prosuđivanju.

## Rani film - 1950-e
Od nijeme ere do pedesetih, drame su bile sredstvo za poučavanje publike. Filmovi kao što su Plodovi gnjeva (1940.) pokazuju posljedice gospodarske krize. Orson Welles je rekao kako Građanin Kane (1941.) nije biografija Williama Randolpha Hearsta, nego kombinacija mnogih ljudi iz te ere. U pedesetima je počeo uspon poznatih dramskih glumaca. Dramski film se fokusirao na odnos i razvitak junaka. Sve o Evi (1950.) se fokusira na žene i njihove odnose s muškarcima. Buntovnik bez razloga (1955.) je prikazivao tinejdžersku tjeskobu. Filmovi kao što su 12 gnjevnih ljudi (1957.) i Anatomija jednog umorstva (1959.) pokazuju pravosudnu praksu. Pedesete su bile i debi za Akiru Kurosavu i filmove kao što su Rašomon (1950.) i Sedam samuraja (1950.).

## 1960-e i 1970-e
Šezdesete su donijele politički vođene drame fokusirane na rat, kao što su Suđenje u Nürnbergu (1961.) i Mandžurijski kandidat (1962.). Sportske drame bile su predmet inspiracije; primjeri su Hazarder (1961.) i Downhill Racer (1969.).
Tijekom sedamdesetih, moderni dramski redatelji snimili su neke od svojih prvih filmova. Francis Ford Coppola snimio je Kuma (1972.). Martin Scorsese je režirao Taksista (1976.), Ulice zla (1973.) i glazbenu dramu New York, New York (1977.). Sylvester Stallone je stvorio jednu od najuspješnijih sportskih dramskih franšiza Rocky (1976.) te režirao nastavak Rocky II (1979.). Osim toga, sportske su se drame fokusirale na napore sportaša kao što su Brianova pjesma (1970.) i Zatvorski krug (1974.). Producirani su ratni filmovi s naglaskom na Drugi svjetski rat koji su bili najrealstičniji do tada. Tora! Tora! Tora! (1970.), Patton (1970.) i Apokalipsa danas (1979.), koji prikazuju izazove i napore rata, i danas se smatraju klasičnim ratnim filmovima.

## 1980-e - 1990-e
U osamdesetima su se dramski filmovi ponajviše orijentirali na emocionalne teme. Učini pravu stvar (1989.), debi Spikea Leeja, te Boja purpura (1985.) bili su karakterne studije afroameričke kulture i povijesti. Ratne drame i dalje su igrale veliku ulogu: tako je Vod smrti (1986.) prikazivao užase Vijetnama. Podmornica (1981.) je prikazala njemački pogled na Drugi svjetski rat. E.T. (1982.) Stevena Spielberga i Blade Runner Ridleyja Scotta bile su drame s primjesom znanstvene fantastike.
Tijekom devedesetih, Dobri momci (1990.) su prikazali crnu, sirovu stranu mafije. Iskupljenje u Shawshanku (1994.), smješten u zatvor, imao je snažnu temu nade, kao i Schindlerova lista (1993.) na temu holokausta. Drama je iskombinirana i s egzistencijalističkim trilerima, kao što je Klub boraca (1999.) i priča o tjeskobi predgrađa u Vrtlogu života (1999.). Rasni odnosi bili su tema Generacije X (1998.), a epidemija AIDS-a Philadelphije (1993.). Bile su zastupljene i humorne drame kao što su Barton Fink (1991.) i Jerry Maguire (1996.).

## 2000-e
U 2000-ima među redateljima su postali popularni biografski filmovi kao što su Ali (2001.), Frida (2002.), Ray (2004.) i Hod po rubu (2005.), posebno među onima koji su bili u potrazi za priznanjima struke kao što su Oscari. Gladijator (2000.) je epski dramski film koji je pokrenuo cijeli niz sličnih ostvarenja u sljedećim godinama. Zaljevski rat i slični sukobi postali su inspiracija za dramske filmove kao što su Pad crnog jastreba (2001.) i Gušteri (2005.).